# 中大五院站
中大五院站是珠海有轨电车1号线的一座车站。

## 车站结构
中大五院站是侧式车站，进出该站需利用人行道。

## 接驳公交路线
- 珠海公交：3、3A、7、10、10A、10F、17、32、68、69、K1、K2、K3[2]。

## 车站周边
- 中山大学附属第五医院[3]
- 水拥坑海天公园